# Жим Свенда
Жим Свенда — упражнение, придуманное норвежским силовиком и культуристом Свендом Карлсенон (Svend Karlsen).
Упражнение обычно выполняется в конце тренировки грудных мышц, когда дельты и грудные уже утомлены; в работе также участвуют широчайшая и трицепсы, мышцы кора.

## Техника выполнения
Стоя прямо сжимаются ладонями перед грудью пара «блинов» от штанги, затем распрямляются руки в локтевых суставах перед собой. Во время жима за счёт силы грудных мышц прижимаются друг к другу «блины», чтобы не выронились.

## Цель и эффект упражнения
Цель упражнения — усиление грудных мышц и силы хвата, также горизонтальный жим стоя Свенда предполагает рост показателей в жиме лёжа и тягах для мышц спины.
Фитнес-тренеры предлагают данное упражнение женщинам для восстановления и подтяжки груди после родов, оно улучшает форму молочных желез и мускулатуру рук.